# Екгард Краутцун
Екгард Краутцун (нім. Eckhard Krautzun, нар. 13 січня 1941, Ессен) — німецький футбольний тренер..

## Ігрова кар'єра
Протягом своєї ігрової кар'єри Краутцун представляв нижчолігові клуби «Уніон» (Золінген) та «Рейдтер», а у сезоні 1966/67 він зіграв 3 матчі Бундесліги за «Кайзерслаутерн»: 8 жовтня 1966 проти «Айнтрахта Брауншвейг» (0:2), 22 жовтня 1966 проти «Дуйсбурга» (1:1) та 11 лютого 1967 проти «Нюрнберга» (1:1).

## Кар'єра тренера
Краутцун розпочав свою кар'єру в 1969 році в статусі граючого тренера швейцарської команди «Янг Феллоуз Ювентус», якою він керував до 1970 року. У 1971 році він тренував збірну Кенії, а з листопада 1973 по 1977 роки він тренував збірну Канади. 1974 року Екгард був тренером молодіжної збірної Канади на молодіжному турнірі КОНКАКАФ в Канаді. Краутцун пішов у відставку взимку 1974-75 років,за 15 місяців до Олімпіади, але повернувся до збірної Канади під час відбіркових матчів до чемпіонату світу 1978 року. Загалом очолював збірну у 18 матчах, здобувши п'ять перемог, шість нічиїх і сім поразок. Водночас певний час перебуваючи у країні був тренером клубу «Ванкувер Вайткепс». 
У 1978 році Краутцун повернувся до Німеччини, де тренував команди Другої Бундесліги «Ворматія» і «Мюнхен 1860». У сезоні 1978/79 разом з мюнхенцями він піднявся до Бундесліги, у якій як тренер дебютував 11 серпня 1979 року в грі проти «Кельну» (1:2). Він очолював «Мюнхен 1860» до вересня 1979 року. Потім був тренером американських команд NASL: «Х'юстон Геррікейн» і «Форт-Лодердейл Страйкерз». У другій команді з такими зірками, як Герд Мюллер, Теофіло Кубільяс, Рей Гадсон і Бранко Шегота, він з командою провів два дуже успішні сезони, двічі дійшовши до півфіналу.
З квітня по червень 1983 року він тренував «Уніон» (Золінген), який грав у Другій Бундеслізі. Потім він деякий час тренував японській клуб «Мазда Хіросіма», а потім повернувся в «Уніон» у вересні 1983 року і залишався там до серпня 1985 року.
У наступні роки Краутцун був тренером клубів Другої Бундесліги «Теніс Боруссія» та «Дармштадт 98». У 1987—1988 роках тренував саудівський клуб «Аль-Аглі» (Джидда), після чого повернувся у Німеччину, де тренував нижчолігові клуби «Дармштадт 98», «Ворматія», «Алеманія» (Аахен) та «Фрайбург».
З 1991 по 1993 рік працював в Азії, де тренував збірну Філіппін і команду «Куала-Лумпур Сіті-Голл». Він також був директором і тренером молодіжних збірних Малайзії.
Після повернення до Німеччини Краутцун очолював «Вольфсбург» у Другій Бундеслізі, а також «Уніон» (Берлін) у Регіоналлізі. У березні 1996 року він обійняв посаду тренера команди Бундесліги — «Кайзерслаутерн». У сезоні 1995/96 він вилетів з командою у Другу Бундеслігу, а також виграв Кубок Німеччини, після чого покинув клуб. Потім він тренував туніський «Сфаксьєн» та німецькі нижчолігові команди «Санкт-Паулі», «Дармштадт 98» та «Майнц 05». 
У 2001 році Краутцун керував збірною Тунісу у відбірковому турнірі до чемпіонату світу 2002 року, але напередодні турніру подав у відставку, пославшись на втручання Федерації футболу Тунісу в його тренерську роботу.
З 2003 року працював у Китаї, де тренував молодіжні команди, а також недовго олімпійську збірну та жіночу збірну. Він очолював збірну Китаю U-20 на молодіжному чемпіонаті світу 2005 року, який завершився виходом Китаю в 1/8 фіналу.
У 2006 році Крауцун очолював тренувальний табір для перспективної китайської молоді в Бад-Кіссінгені, Німеччина, допомагаючи підготувати молоде покоління гравців до Олімпійських ігор у Пекіні 2008 року.
У 2007 році він виконував обов'язки радника жіночої національної збірної Китаю, покинувши цю посаду в березні того ж року через проблеми зі здоров'ям.

## Титули і досягнення
- Володар Кубка Німеччини (1):

«Кайзерслаутерн»: 1995/96